# Darja Pisjtjalnikova
Darja Vitaljevna Pisjtjalnikova (ryska: Дарья Витальевна Пищальникова), född den 19 juli 1985 i Astrachan oblast, är en rysk friidrottare som tävlar i diskuskastning.
Pisjtjalnikovas genombrott kom när hon blev tvåa vid VM för juniorer 2004. Vid EM i Göteborg 2006 blev hon guldmedaljör när hon satte ett nytt personligt rekord med ett kast på 65,55.
Hon deltog även vid VM i Osaka 2007 där hon med ett kast på 65,78 slutade på andra plats efter Franka Dietzsch.
Under 2008 satte hon ett nytt personligt rekord vid ryska mästerskapen med 67,28. Hon var uttagen till Olympiska sommarspelen 2008 men stoppades av det ryska friidrottsförbundet från att delta och stängdes i efterhand av i två år för brott mot dopingreglerna tillsammans med sex andra ryska friidrottare. Hon fråntogs därmed också sitt VM-silver från 2007.